# 자바 카드
자바 카드(Java Card)는 자바 기반 애플리케이션(애플릿)을 스마트카드, 더 일반적으로는 "시큐어 엘리먼츠"(secure elements, SE)로 부르는 유사 소형 안전 메모리 지문 장치에서 안전하게 실행할 수 있게 하는 소프트웨어 기술이다. 오늘날 시큐어 엘리먼트는 스마트카드와 기타 이동식 암호 토큰 폼 팩터에 국한되지 않는다. 장치 기판에 솔더링되는 임베디드 SE와 범용 칩에 임베디드되는 새로운 보안 디자인 또한 널리 사용된다. 자바 카드는 자바에 의해 전달되는 코드 이식성은 유지한 채 하드웨어 파편화와 특이성 문제를 해결한다.
자바 카드는 임베디드 장치를 대상으로 하는 자바 플랫폼들 가운데 가장 작은 것이다. 자바 카드는 사용자에게 장치를 프로그래밍할 능력을 부여하고 애플리케이션을 특화시킬 수 있게 만들어준다. 여러 시장에서 널리 사용된다: SIM 카드 및 임베디드 SIM 내의 무선 통신, 은행 카드 내 지불, NFC 모바일 결제, 개인식별카드, 의료카드, 여권용. 예를 들어 게이트웨이 등 일부 IoT 제품들 또한 자바 카드 기반 제품을 사용하여 클라우드 서비스와의 안전한 통신을 도모한다.
최초의 자바 카드는 1996년 슐룸베르거의 카드 부서에 의해 선보였다가 나중에 젬플러스(Gemplus)와 합병되어 제말토(Gematlo)가 탄생하였다. 자바 카드 제품들은 썬 마이크로시스템즈의 사양에 기반을 둔다.(나중에는 오라클의 자회사가 됨) 수많은 자바 카드 제품들은 또한 카드의 안전한 애플리케이션 관리(다운로드, 설치, 개인화, 삭제)를 위한 글로벌플랫폼 사양에 의존한다.
자바 카드 기술의 주된 설계적 목표는 이식성, 보안, 하위 호환성이다.